# Колдуэлл, Дэррион
Дэ́ррион Ко́лдуэлл (англ. Darrion Caldwell; род. 19 декабря 1987, Рауэй) — американский боец смешанного стиля, представитель легчайшей и полулёгкой весовых категорий. Выступает на профессиональном уровне начиная с 2012 года, известен по участию в турнирах бойцовских организаций Bellator и Legacy FC, владел титулом чемпиона Bellator в легчайшем весе.

## Биография
Дэррион Колдуэлл родился 19 декабря 1987 года в городе Рауэй штата Нью-Джерси. Во время учёбы в местной старшей школе занимался борьбой, играл в футбол и бейсбол. На школьном уровне трижды становился чемпионом штата по борьбе, одержав в общей сложности 146 побед и потерпев только 4 поражения.
Поступив в Университет штата Северная Каролина, сразу же присоединился к университетской борцовской команде и начал выступать на студенческих соревнованиях, в частности в 2009 году стал чемпионом первого дивизиона Национальной ассоциации студенческого спорта, дважды получал статус всеамериканского спортсмена. Пытался пройти отбор в олимпийскую сборную США по вольной борьбе, однако постоянные травмы помешали ему это сделать, и в итоге он решил посвятить себя ММА.

### Начало профессиональной карьеры
Дебютировал в смешанных единоборствах на профессиональном уровне в сентябре 2012 года, выиграв у своего соперника по очкам единогласным решением судей. Первое время дрался в техасском промоушене Legacy Fighting Championship, где победил всех троих предложенных ему соперников.

### Bellator MMA
Имея в послужном списке три победы, Колдуэлл привлёк к себе внимание крупной американской организации Bellator MMA и в ноябре 2013 года подписал с ней долгосрочный контракт.
Начинал выступать в Bellator в 2014 году как полулегковес, но после трёх побед в 2015 году спустился в легчайшую весовую категорию. В марте 2016 года вышел в клетку против бывшего чемпиона организации Джо Уоррена и победил его технической сдачей, поймав в первом же раунде на удушающий приём сзади.
Первое в профессиональной карьере поражение потерпел в июле 2016 года от представителя Гуама Джо Таймангло, в начале третьего раунда попался в «гильотину» и вынужден был сдаться. Тем не менее, Таймангло в этом бою не сумел уложиться в лимит легчайшего веса, и было решено провести между ними реванш. Во втором поединке Колдуэлл выиграл единогласным судейским решением.
Благодаря череде удачных выступлений в 2017 году удостоился права оспорить титул чемпиона, который на тот момент принадлежал бразильцу Эдуарду Дантасу (изначально чемпионский бой планировался на апрель, но из-за травмы Колдуэлла был перенесён на октябрь). Противостояние между ними продлилось всё отведённое время, в итоге по окончании всех пяти раундов судьи единогласно отдали победу Колдуэллу.
В марте 2018 года Дэррион Колдуэлл благополучно защитил полученный чемпионский пояс, выиграв сдачей у бразильца Леандру Игу.

## Статистика в профессиональном ММА
| Боёв 22  | Побед 15 | Поражений 7 |
| -------- | -------- | ----------- |
| Нокаутом | 2        | 1           |
| Сдачей   | 6        | 3           |
| Решением | 7        | 3           |
| Ничьи    | 0        | 0           |

| Результат | Рекорд | Соперник        | Способ                             | Турнир        | Дата             | Раунд | Время | Место                    | Примечание                                                   |
| --------- | ------ | --------------- | ---------------------------------- | ------------- | ---------------- | ----- | ----- | ------------------------ | ------------------------------------------------------------ |
| Поражение | 15–7   | Никита Михайлов | Единогласное решение               | Bellator 290  | 4 февраля 2023   | 3     | 5:00  | Инглвуд, Калифорния, США |                                                              |
| Поражение | 15–6   | Энрике Барзола  | TKO (удары)                        | Bellator 273  | 29 января 2022   | 3     | 3:01  | Феникс, Аризона, США     |                                                              |
| Поражение | 15-5   | Леандру Игу     | Раздельное решение                 | Bellator 259  | 21 мая 2021      | 3     | 5:00  | Анкасвилл, США           | Вернулся в легчайший вес; Игу не сделал вес (62,4 кг).       |
| Поражение | 15-4   | Эй Джей Макки   | Сдача (скручивание шеи)            | Bellator 253  | 19 ноября 2020   | 1     | 1:11  | Анкасвилл, США           | Полуфинал Мирового гран-при Bellator в полулёгком весе.      |
| Победа    | 15-3   | Адам Борич      | Сдача (удушение сзади)             | Bellator 238  | 25 января 2020   | 1     | 2:20  | Инглвуд, США             | Четвертьфинал Мирового гран-при Bellator в полулёгком весе.  |
| Победа    | 14-3   | Хенри Корралес  | Единогласное решение               | Bellator 228  | 28 сентября 2019 | 3     | 5:00  | Инглвуд, США             | Стартовый этап Мирового гран-при Bellator в полулёгком весе. |
| Поражение | 13-3   | Кёдзи Хоригути  | Единогласное решение               | Bellator 222  | 14 июня 2019     | 5     | 5:00  | Нью-Йорк, США            | Лишился титула чемпиона Bellator в легчайшем весе.           |
| Поражение | 13-2   | Кёдзи Хоригути  | Сдача (гильотина)                  | Rizin 14      | 31 декабря 2018  | 3     | 1:12  | Сайтама, Япония          | Бой за введённый титул чемпиона Rizin в легчайшем весе.      |
| Победа    | 13-1   | Ноад Лахат      | KO (удары руками)                  | Bellator[ 204 | 17 августа 2018  | 2     | 2:46  | Су-Фоллс, США            | Бой в полулёгком весе.                                       |
| Победа    | 12-1   | Леандру Игу     | Сдача (гильотина)                  | Bellator 195  | 2 марта 2018     | 1     | 2:36  | Такервилл, США           | Защитил титул чемпиона Bellator в легчайшем весе.            |
| Победа    | 11-1   | Эдуарду Дантас  | Единогласное решение               | Bellator 184  | 6 октября 2017   | 5     | 5:00  | Такервилл, США           | Выиграл титул чемпиона Bellator в легчайшем весе.            |
| Победа    | 10-1   | Джо Таймангло   | Единогласное решение               | Bellator 167  | 3 декабря 2016   | 3     | 5:00  | Такервилл, США           |                                                              |
| Поражение | 9-1    | Джо Таймангло   | Сдача (гильотина)                  | Bellator 159  | 22 июля 2016     | 3     | 0:09  | Малвейн, США             | Бой в промежуточном весе 62,6 кг; Таймангло не сделал вес.   |
| Победа    | 9-0    | Джо Уоррен      | Техническая сдача (удушение сзади) | Bellator 151  | 4 марта 2016     | 1     | 3:23  | Такервилл, США           |                                                              |
| Победа    | 8-0    | Шон Банч        | Сдача (удушение сзади)             | Bellator 143  | 25 сентября 2015 | 1     | 2:35  | Идальго, США             |                                                              |
| Победа    | 7-0    | Рафаэл Силва    | Единогласное решение               | Bellator 137  | 15 мая 2015      | 3     | 5:00  | Темекьюла, США           | Дебют в легчайшем весе.                                      |
| Победа    | 6-0    | Энтони Дизи     | Единогласное решение               | Bellator 130  | 24 октября 2014  | 3     | 5:00  | Малвейн, США             |                                                              |
| Победа    | 5-0    | Джо Пингиторе   | Сдача (удушение сзади)             | Bellator 118  | 2 мая 2014       | 1     | 1:32  | Атлантик-Сити, США       |                                                              |
| Победа    | 4-0    | Ленс Сурма      | Сдача (гильотина)                  | Bellator 112  | 14 марта 2014    | 1     | 0:50  | Хаммонд, США             |                                                              |
| Победа    | 3-0    | Герзан Чау      | Единогласное решение               | Legacy FC 21  | 19 июля 2013     | 3     | 5:00  | Хьюстон, США             |                                                              |
| Победа    | 2-0    | Квайант Кемпф   | TKO (удары руками)                 | Legacy FC 16  | 14 декабря 2012  | 1     | 1:00  | Даллас, США              |                                                              |
| Победа    | 1-0    | Дэвид Армас     | Единогласное решение               | Legacy FC 14  | 14 сентября 2012 | 3     | 3:00  | Хьюстон, США             |                                                              |